# Cape Canary
Cape Canary was een Nederlandse muziekgroep met als thuisbasis Delft. De band kende een bestaan van ongeveer één jaar (1974/1975) en gaf drie singles uit. Tot een elpee kwam het destijds niet. De single West Virgina haalde de tipparade van zowel de Nederlandse top 40 als de Hilversum 3 Top 30.
Cape Canary kwam voort uit Moby Dick, dat tot maar één single kwam. Deze groep bestond op hun hoogtepunt uit Hans de Koning (zang), Cees Vlottes (gitaar), Joop Vavier (basgitaar) en Huib de Jong (drums). Hans de Koning kwam uit The Simulaters en Hans de Koning en Cees Vlottes kwam uit het bandje The Kwyet, dat in 1966 een hitje had met No time for tears. Men speelde hardrock, maar het platenlabel drong aan om commerciëler werk. Dat betekende ook direct de nekslag voor de band. Cape Canary ging qua commercie verder waar Moby Dick ophield. Hans de Koning en Cees Vlottes begonnen als duo maar Joop Vavier voegde zich later alsnog bij hun. Hitsucces bleef uit.

## Discografie[1]
- 1966: The Kwyet: No time for tears/ The sweetest girl
- 1970: Moby Dick: Clear days /  Hold on me
- 1974: West Virginia / Upon you
- 1974: Let the be light / Madman
- 1975: Can’t you see my blue eyes/ Bluebirds in the sky